# Boris Kegel-Konietzko
Boris Kegel-Konietzko (* 8. Februar 1925 in Hamburg als Boris Konietzko; † 3. Oktober 2020 in Hamburg) war ein deutscher Kunsthändler mit dem Schwerpunkt Afrikanische Kunst.

## Leben

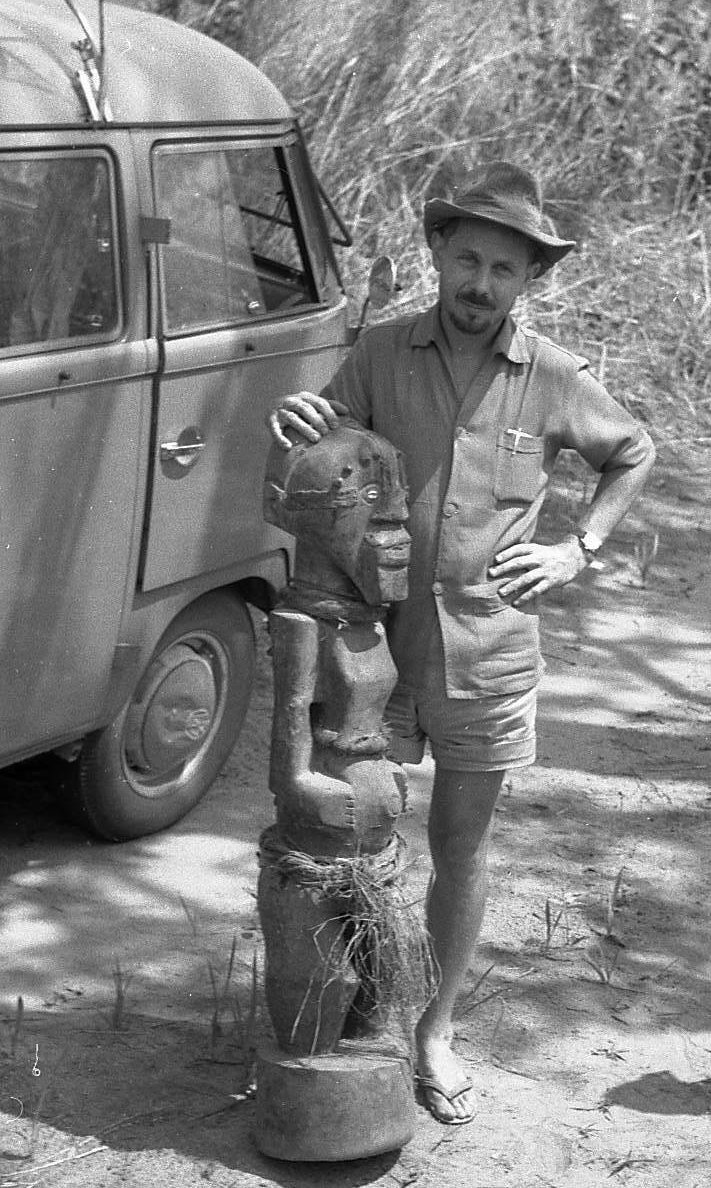
Boris Kegel-Konietzko mit einem Fetisch des Volkes der Songye im Kassai-Gebiet, Belgisch Kongo 1955

Boris Konietzko wurde als Sohn des Forschungsreisenden und Kunsthändlers Julius Konietzko und dessen Ehefrau Lore, der späteren Lore Kegel, geboren. Seine Kindheit verbrachte er in Hamburg bzw. während der Expeditionen der Eltern bei seinen Großeltern in Düsseldorf. Infolge der Beziehungen des Vaters zu dem aus Wien stammenden Künstler Carl Otto Czeschka wurde er ebenso wie sein fünf Jahre älterer Bruder Wolf dessen Patensohn.
Nach dem Abitur am Matthias-Claudius-Gymnasium wurde Konietzko 1943 zum Reichsarbeitsdienst nach Polen eingezogen, anschließend zum Militärdienst in der Nachrichtentruppe. Sein Fronteinsatz erfolgte im Großen Weichselbogen, nach verwundungsbedingter Rückkehr später bei der Panzerabwehrtruppe an der Westfront. Im März 1945 wurde er durch die Amerikaner gefangen genommen. Er wurde nach Quimper/Bretagne in ein französisches Kriegsgefangenenlager verbracht, wo er aufgrund seiner Sprachkenntnisse als Dolmetscher und Sekretär im Krankenrevier tätig war. Nach seiner Entlassung im Juni 1946 musste er zunächst sein zwischenzeitlich von den Alliierten ungültig erklärtes Abitur wiederholen, um anschließend das Studium der Biologie, Chemie, Physik und Fischereiwissenschaft zu beginnen; Abschluss als Diplom-Biologe im Jahre 1952. Es folgten Forschungsaufträge, zunächst für das Königliche Naturwissenschaftliche Museum in Brüssel zur Untersuchung von Fauna und Flora in den Seitengewässern der Schelde (Belgien) sowie des Semliki-Flusses im Kongo, Afrika. Letzteres 1954 im Auftrag des Instituts des Parcs Nationaux de Belgique.
Ab 1955 unternahm er Forschungsreisen im Kongo, im Rahmen derer er neben der Durchführung von Sprach- und Musikstudien völkerkundliche Objekte für die 1935 von seiner zwischenzeitlich neu verheirateten Mutter gegründete Kunsthandlung „Lore Kegel – Exotische Kunst“ erwarb. Von 1956 bis 1958 übernahm er die Leitung des Zoologischen Gartens in Brazzaville in der Französischen Kolonie Äquatorial-Afrika.
1957 wurde Kegel-Konietzko zum Teilhaber der mütterlichen Firma, die fortan den Namen „Kegel und Konietzko – Exotische Kunst“ trug.
In den Jahren 1958 und 1959 folgten zwei ausgedehnte Studien- und Einkaufsreisen mit seiner Mutter durch Zentral- und Westafrika.
1960 adoptierte ihn sein Stiefvater Georg-Arthur Kegel.
Seit 1964 war Boris Kegel-Konietzko Alleininhaber der Firma „Boris Kegel-Konietzko Ethnographica“.
Neben der Verkaufstätigkeit in der heimischen Galerie belieferte Kegel-Konietzko Museen, Sammler und Händler in Westeuropa mit vorwiegend afrikanischer Stammeskunst. Bis zum Jahre 2000 war er mit seiner Ehefrau Ingeborg Kegel-Konietzko Aussteller auf den Messen des Deutschen Kunsthändlerverbandes. Danach konzentrierte sich die Verkaufstätigkeit auf Auktionen und private sales.
Zum Zeichen seiner lebenslangen Verbundenheit mit dem Hamburger Völkerkundemuseum (heute MARKK), stiftete er dem Museum im August 2019 eine kostbare Baga D'mba-Maske „Die wunderschöne Mutter“.
Boris Kegel-Konietzko hatte drei Söhne, Thierry († 2019), Kalan († 2020) und Sascha .

## Engagement für den Hamburger Bildhauer Friedrich Wield

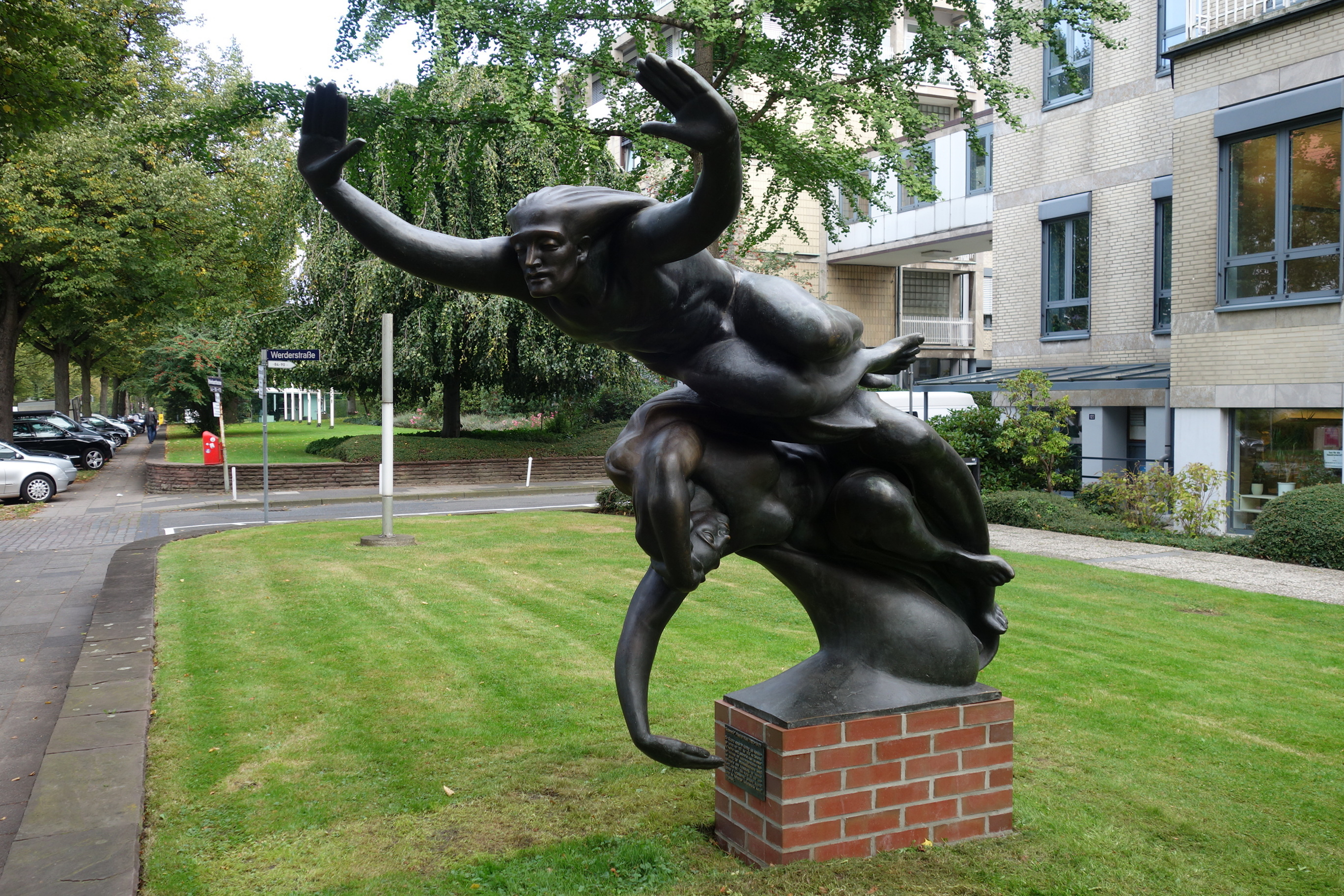
„Die Ätherwelle“, Denkmal für Heinrich Hertz (2016 versetzt zum NDR)

Seine Mutter Lore Kegel war testamentarisch Alleinerbin des Bildhauers und Graphikers Friedrich Wield (1880–1940). Sie hatte nach dessen Tod verbliebene Arbeiten in Gewahrsam genommen und an einem sicheren Ort eingelagert. Nach ihrem Tod 1980 verwaltete Boris Kegel-Konietzko zunächst den Wieldschen Nachlass. Er wurde später auf den Hamburger Sammler Tim Tobeler übertragen.
Ein besonderes Anliegen von Boris Kegel-Konietzko war es, dass das 1931–1933 entstandene Denkmal für Heinrich Hertz "Ätherwelle" von Friedrich Wield in Bronze gegossen und auf dem Gelände des Hamburger Funkhauses aufgestellt wird. Das seit 1933 im Keller der Kunsthalle eingelagerte gussfertige Gipsmodell wurde zunächst durch Manfred Sihle-Wissel restauriert und 1988 in der Düsseldorfer Kunstgießerei Schmäke gegossen. Schließlich wurde es 1994 im Eichenpark am Ufer der Alster aufgestellt und blieb dort bis 2016. Boris Kegel-Konietzko konnte Henrik Hertz und den NDR sowie die Kulturbehörde davon überzeugen, dass dies nicht der richtige Platz sei. Am 30. September 2016 wurde das Denkmal auf den bereits in den 1930er Jahren favorisierten Platz auf dem Gelände des heutigen NDR-Funkhauses versetzt.

## Publikationen
- Gestickte Raffia-Plüsche vom Kongo – eine untergehende textile Kunst. In: Textilkunst Heft 2, Juni 1980, Verlag M+H Schaper, Hannover.
- Lieder Zentral- und West-Afrikas. Lieder der Welt Band 1, Christian Wegner Verlag, Hamburg 1960.
- Recherches sur les Fossés lateraux de l’Elbe soumis à l’influance des marées. Diplomarbeit 1952, Memoires de l’Inst. Roy. des Sc. Nat. de Belgique, Serie 2, Fasc 5, 1954.
- mit Eugène Leloup: Recherches biologiques sur les eaux du Bas-Escaut. Memoires de l’Inst. Royal des Sc. Nat. de Belgique numero 132.
- Note sur les Oligochète de Belgique 1. Eaux saumatres du Bas-Escaut. Bull. Inst. Roy Sc. Nat. de Belgique XXIX, 1953.
- Sur la Présense en Belgique de l’Hirudinée Trocheta subviridis Durtochet 1817. Bull. Inst. Roy. Sc. Nat. de Belgique .T XXVIII, 66, 1952.
- Radiosendung Chants et danses d’Afrique. Sendereihe bei Radio AEF, Brazzaville 1956–1957.
- Afrika singt. Sendereihe bei NDR und WDR. 1959, Teile der Sendungen wurden 1959 von der Deutschen Welle ausgesendet.
- Schallplatte Makadanganga. Gesänge und Tänze aus dem Kongo und Westafrika, CLP 75 483, Christophorus-Verlag, Freiburg im Breisgau 1964.
- Schallplatte Twenda na Jesu. Gesänge aus den christlichen Missionen Afrikas, CLP 75 466, Christophorus-Verlag, Freiburg im Breisgau 1964.
- Tonbildschau Kaleidoskope de l’Afrique noire. Donaueschinger Musiktage für zeitgenössische Musik, Dias, Originalmusik, Eingeborenenkunst, 1963. Die Tonaufnahmen wurden vom SW-Funk übernommen.